# Manfred Melzer
Manfred Melzer (ur. 28 lutego 1944 w Solingen, zm. 9 sierpnia 2018 we Frechen) – niemiecki duchowny katolicki, biskup pomocniczy koloński w latach 1995–2015.

## Życiorys
Święcenia kapłańskie otrzymał 1 lutego 1972. Następnie aż do jego śmierci w 1987 był sekretarzem kardynała Joseph Höffner. W 1984 został mianowany przez papieża Jana Pawła II Kapelanem Jego Świątobliwości.

## Episkopat
9 czerwca 1995 został mianowany biskupem pomocniczym archidiecezji kolońskiej, ze stolicą tytularną Carinola. Sakry biskupiej udzielił mu kard. Joachim Meisner.
5 czerwca 2015 przeszedł na emeryturę. Zmarł 9 sierpnia 2018, pochowano go w Kolonii.